# Anna Stepanovna Politkovskaya
Anna Stepanovna Politkovskaya (tiếng Nga: А́нна Степа́новна Политко́вская; 30.8.1958 – 7.10.2006) là nhà báo, nhà văn, nhà hoạt động nhân quyền người Nga, nổi tiếng về việc chống đối cuộc Chiến tranh Chechnya lần thứ hai và Vladimir Putin tổng thống Nga thời đó. Ngày 7.10.2006, bà bị bắn chết trong thang máy ở dãy nhà có căn hộ của bà, một vụ ám sát chưa được làm sáng tỏ và vẫn thu hút sự chú ý của quốc tế.
Politkovskaya nổi tiếng về các phóng sự từ Chechnya. Các loạt bài liên tục của bà sau năm 1999 về các tình trạng ở Chechnya đã được in thành nhiều sách nhưng các độc giả Nga chỉ được đọc các bài điều tra và xuất bản phẩm của bà chủ yếu thông qua báo Novaya gazeta, một nhật báo Nga nổi tiếng trong nước vì các bài phóng sự điều tra các vấn đề chính trị và xã hội trên khắp nước Nga. Từ năm 2000 trở đi, bà đã được trao nhiều giải thưởng quốc tế có uy tín cho việc làm của mình.
Năm 2004 bà xuất bản quyển Putin's Russia (nước Nga của Putin).

## Thời niên thiếu
Politkovskaya có tên khai sinh là Anna Mazeppa, sinh tại thành phố New York (Hoa Kỳ) ngày 30.8.1958, trong một gia đình người Ukraina. Cha mẹ bà đều là các nhà ngoại giao của Liên Xô tại Liên Hợp Quốc. Anna lớn lên và học ở Moskva. Năm 1980 bà tốt nghiệp "Phân khoa báo chí" của Đại học quốc gia Moskva, với luận văn về thơ của Marina Tsvetaeva. Anna kết hôn với sinh viên đồng môn Alexander Politkovsky. Họ có hai người con: Vera và Ilya. Ngoài những năm thơ ấu ở Mỹ, Politkovskaya đã sống phần lớn thời gian ở Nga, ngay cả khi cuộc sống của bà đã bị đe dọa. Bà có một hộ chiếu của Mỹ nhưng vẫn không từ bỏ quốc tịch Nga.

## Sự nghiệp báo chí
Politkovskaya làm việc cho tờ Izvestia từ năm 1982 tới năm 1993 với tư cách phóng viên và biên tập viên phụ trách chuyên mục tai nạn/cấp cứu, sau đó làm phụ tá trưởng ban biên tập báo Obshchaya Gazeta (1994-1999) do Yegor Yakovlev lãnh đạo, nơi bà thường viết về các vấn đề xã hội, và nhất là hoàn cảnh của các người tỵ nạn. Từ tháng 6 năm 1999 tới 2006, bà viết các bài cho bán nguyệt san Novaya gazeta, một tờ báo có nhiều phóng sự điều tra và phê phán từ thời bắt đầu chế độ mới sau năm 1991. Bà đã xuất bản nhiều sách đoạt giải thưởng về Chechnya, đời sống ở Nga, và chế độ cai trị của Putin, trong đó có quyển Putin's Russia (Nước Nga của Putin).

### Các phóng sự từ Chechnya
Các phóng sự từ Chechnya của Politkovskaya đã đoạt nhiều giải thưởng có uy tín và rất được hoan nghênh. Bà đã sử dụng từng cơ hội để thúc giục các chính phủ phương Tây – mà sau sự kiện 9/11 đã hoan nghênh sự đóng góp của Putin vào cuộc chiến chống khủng bố của họ - hãy quan tâm và có trách nhiệm nhiều hơn đối với Chechnya.
Bà nói về mình rằng bà không phải là một thẩm phán điều tra, nhưng là một người mô tả cuộc sống của người dân cho những người không thể chính mắt nhìn thấy, bởi vì những gì được chiếu trên truyền hình và được viết trong đại đa số báo là đã bị cắt xén và được bọc trong một ý thức hệ. Bà đã nói chuyện với các cán bộ, quân đội, cảnh sát và cũng thường xuyên viếng thăm các bệnh viện và các trại tị nạn - tại Chechnya và tại nước láng giềng Ingushetia - để phỏng vấn những người bị thương và những người bị bứng khỏi nơi cư ngụ do cuộc chiến mới.
Trong vô số bài báo chỉ trích cuộc chiến tranh ở Chechnya, và chế độ thân-Kremlin ở nước này, Politkovskaya đã mô tả các vụ được cho là hành hạ ngược đãi dân chúng bởi lực lượng quân sự Nga, các du kích Chechnya và chính phủ do Akhmad Kadyrov và người con trai Ramzan Kadyrov lãnh đạo, được Nga hậu thuẫn.
Bà cũng ghi chép theo thứ tự thời gian các vụ vi phạm nhân quyền và các thất bại về chính sách ở những nơi khác trong khu vực Bắc Kavkaz Trong một trường hợp cá biệt bà không chỉ viết về tình trạng một nhà của người già lai sắc tộc bị oanh tạc ở Grozny vào năm 1999 nhưng, với sự trợ giúp của tờ báo của mình và sự hỗ trợ của công chúng, bà đã giúp để đảm bảo việc di tản an toàn các cư dân cao tuổi của khu vực.
Các bài báo của bà, trong đó nhiều bài tạo thành cơ sở cho các quyển "Một cuộc chiến tranh bẩn thỉu" (A Dirty War) (2001) và "Một góc nhỏ của địa ngục" (A Small Corner of Hell) (2003), miêu tả một cuộc xung đột đã biến cả các chiến binh Chechnya, lẫn các binh sĩ quân dịch trong quân đội Liên bang Nga trở thành tàn bạo, và tạo ra địa ngục cho các thường dân bị kẹt giữa 2 phe. Theo Politkovskaya tường thuật, trật tự được cho là phục hồi dưới quyền cai trị của cha con Kadyrov, đã trở thành một chế độ đặc thù về tra tấn, bắt cóc và giết người, hoặc do chính quyền Chechnya mới hoặc do các lực lượng liên bang khác nhau đóng ở Chechnya. Một trong những cuộc điều tra cuối cùng của bà nhằm vào vụ được cho là các học sinh ở trường học Chechnya bị ngộ độc hàng loạt bởi hóa chất mạnh không biết tên, đã làm cho chúng suy yếu trong nhiều tháng.

### Chỉ trích Vladimir Putin và Cơ quan An ninh Liên bang Nga
Sau khi Politkovskaya trở nên rất nổi tiếng ở phương Tây, bà đã được đặt viết quyển Nước Nga của Putin (Putin's Russia) (sau đó có phụ đề là "Cuộc sống trong một nền Dân chủ bị hỏng" (Life in a Failing Democracy), một bản trình bày rộng hơn về quan điểm và kinh nghiệm của mình sau khi cựu trung tá KGB Vladimir Putin đã trở thành thủ tướng cho Boris Yeltsin và sau đó kế nhiệm ông làm tổng thống Nga. Đương nhiên, quyển này bao gồm cả sự theo đuổi cuộc Chiến tranh Chechnya lần thứ hai của Putin.
Trong sách, bà tố cáo cơ quan mật vụ Nga đã tước đoạt mọi tự do dân sự nhằm thành lập một chế độ độc tài kiểu Xô viết, nhưng thừa nhận "Chính chúng ta là những người chịu trách nhiệm về các chính sách của Putin... xã hội đã cho thấy sự thờ ơ vô hạn... [a] của các Chekists đã củng cố quyền lực, chúng ta đã cho họ thấy sự sợ hãi của chúng ta, và do đó chỉ càng thúc giục họ đối xử với chúng ta như những gia súc. KGB chỉ tôn trọng người mạnh... Kẻ yếu thì nó ăn sống nuốt tươi. Chúng ta tất cả mọi người nên biết điều đó".
Bà cũng đã viết: Chúng ta rơi trở lại vào một vực thẳm của Liên Xô, vào một tình trạng trống rỗng thông tin báo hiệu cái chết từ sự thiếu hiểu biết của chúng ta. Tất cả những gì mà chúng ta còn lại là internet, nơi mà thông tin vẫn còn được truy cập cách tự do. Ngoài ra, nếu bạn muốn đi làm việc như một nhà báo, thì đó là hoàn toàn làm nô lệ cho Vladimir Putin. Về mặt khác, có thể là cái chết, viên đạn, chất độc, hoặc vụ xử án - bất cứ dịch vụ đặc biệt nào của chúng ta, mà các con chó canh của Putin thấy thích hợp".
"Người ta thường nói với tôi rằng tôi là một người bi quan, rằng tôi không tin vào sức mạnh của nhân dân Nga, rằng tôi bị ám ảnh trong việc đối lập với Putin và không nhìn thấy gì ngoài điều đó", bà mở một bài tiểu luận với tiêu đề Tôi có sợ không?, chấm dứt nó - và cuốn sách - với dòng chữ: "Nếu ai nghĩ rằng họ có thể thoải mái từ những dự báo "lạc quan", thì cứ để họ làm như vậy. Đó chắc chắn là cách dễ dàng hơn, nhưng nó là án tử hình cho các con cháu của chúng ta".

### Nhật ký của một người Nga
Tháng 5 năm 2007, nhà xuất bản Random House xuất bản quyển "Nhật ký của một người Nga" của Anna Politkovskaya sau khi bà chết, gồm các trích đoạn từ sổ tay của bà và bài viết khác. Được phụ đề là "Báo cáo cuối cùng của một nhà báo về cuộc sống, sự tham nhũng, và cái chết ở nước Nga của Putin" (A Journalist's Final Account of Life, Corruption, and Death in Putin's Russia), cuốn sách đưa ra lời tường thuật của bà về quãng thời gian từ tháng 12 năm 2003 đến tháng 8 năm 2005, trong đó có điều mà bà mô tả là "cái chết của nền dân chủ nghị viện Nga", các Cuộc khủng hoảng con tin ở trường Beslan (Cộng hòa Bắc Ossetia-Alania), và "mùa đông và mùa hè bất mãn" từ tháng Giêng đến tháng 8 năm 2005.
Dịch giả Arch Tait đã viết trong một ghi chú trong sách rằng: Vì bà ấy đã bị ám sát "khi bản dịch đã được hoàn thành, nên việc biên tập cuối cùng phải tiến hành mà không có sự giúp đỡ của bà ấy".
Jon Snow, người phối hợp chương trình tin tức chính của Kênh truyền hình 4 Vương quốc Anh đã viết trong lời nói đầu của ấn bản sách này tại Anh rằng: "Ai giết Anna và ai ở đàng sau kẻ giết bà vẫn chưa được biết". Ông kết luận "Vụ giết bà đã che giấu quá nhiều nguồn thông tin hoàn toàn quan trọng đối với chúng ta". "Tuy nhiên, cuối cùng, có thể thấy ít nhất nó cũng giúp dọn đường cho việc lột mặt nạ các lực lượng đen tối ở giữa lòng nước Nga hiện nay. Tôi phải thú nhận rằng tôi đã đọc xong quyển Nhật ký của một người Nga cảm thấy rằng nó nên được phổ biến với số lượng lớn trong khắp nước Nga, cho mọi người dân Nga đọc".

## Các nỗ lực đàm phán giải thoát con tin
Politkovskaya đã tích cực tham gia vào nỗ lực thương lượng để giải thoát các con tin trong Vụ khủng bố tại nhà hát Moskva năm 2002. Khi Vụ khủng hoảng con tin ở trường Beslan nổ ra ở vùng Bắc Kavkaz hồi đầu tháng 9 năm 2004, Anna Politkovskaya đã toan bay tới đây làm người trung gian thương lượng, nhưng đã được đưa ra khỏi máy bay, vì bị bệnh cấp tính ở Rostov trên sông Don (xem Vụ đầu độc bên dưới).

## Quan hệ với giới chức chính quyền Nga
Tại Moskva, bà đã không được mời tham gia các cuộc họp báo hoặc các buổi hội họp có sự tham dự của các quan chức điện Kremlin, trong trường hợp các người tổ chức đã bị nghi ngờ là có thiện cảm đối với bà. Mặc dù vậy, nhiều quan chức hàng đầu bị cáo buộc đã nói chuyện với bà khi bà viết bài hoặc tiến hành các cuộc điều tra. Theo một trong những bài viết của bà, họ đã nói chuyện với bà, "nhưng chỉ khi họ không thể bị nhìn thấy như: khi họ ở bên ngoài trong đám đông, hoặc trong các ngôi nhà mà họ tới bằng nhiều tuyến đường khác nhau, giống như gián điệp ". Bà cũng cho biết là điện Kremlin đã tìm cách chặn không cho bà truy cập thông tin và không tin bà "Tôi sẽ không đi vào những niềm vui khác của con đường tôi đã chọn, vụ đầu độc, các vụ bắt giữ, các mối đe dọa trong những lá thư và qua Internet, gọi điện đe dọa giết, các giấy triệu tập hàng tuần đến văn phòng tổng công tố viên để ký báo cáo thực tế về mỗi bài tôi viết (các câu hỏi đầu tiên là: "Làm cách nào và ở đâu mà bà đã có được thông tin này?"). Tất nhiên tôi không thích những bài báo chế nhạo tôi liên tục xuất hiện trên các tờ báo khác và trên các trang web trình bày tôi như người phụ nữ điên của Moskva. Tôi thấy ghê tởm phải sống theo cách này. Tôi muốn được thông cảm nhiều hơn một chút."

## Các vụ đe dọa giết chết
Sau vụ giết Politkovskaya, đồng nghiệp của bà ở tờ báo Novaya Gazeta là Vyacheslav Izmailov (một quân nhân đã giúp thương lượng để thả hàng chục con tin tại Chechnya trước năm 1999) nói rằng ông biết ít nhất trước đây đã 9 lần Anna đã phải đối mặt với cái chết, và nhận xét rằng "các chiến sĩ tiền tuyến không thường đi vào trận chiến thường xuyên và được sống sót".
Bản thân Politkovskaya đã không phủ nhận là mình sợ, nhưng cảm thấy quan tâm và có trách nhiệm đối với những người cung cấp thông tin cho mình. Khi tham dự một hội nghị về tự do báo chí do tổ chức Phóng viên Không Biên giới tổ chức tại Vienne (Áo) vào tháng 12 năm 2005, Politkovskaya cho biết: "Người ta đôi khi phải mất mạng sống vì nói to lên những gì mà họ nghĩ. Trong thực tế, người ta thậm chí có thể bị giết vì cung cấp thông tin cho tôi. Tôi không phải là người duy nhất gặp nguy hiểm. Tôi có các ví dụ chứng minh điều đó". Bà thường xuyên nhận được các sự đe dọa giết chết do việc bà làm, trong đó có cả đe dọa hãm hiếp và trải qua một vụ xử tử giả sau khi bị quân đội bắt giữ ở Chechnya.

### Sự giam cầm ở Chechnya
Đầu năm 2001 Politkovskaya đã bị các giới chức quân sự bắt giữ ở làng Khottuni, một làng miền núi phía nam Chechnya. > Lúc đó Politkovskaya đang điều tra các khiếu nại từ 90 gia đình Chechnya về các "cuộc tấn công trừng phạt" của lực lượng liên bang. Bà đã phỏng vấn bà Rosita, một bà già người Chechnya ở làng Tovzeni, người phải chịu đựng 12 ngày đánh đập, bị tra tấn bằng cách dí điện vào người và nhốt trong một cái hố. Những người bắt bà Rosita tự giới thiệu họ là các nhân viên Cơ quan An ninh Liên bang Nga. Những kẻ tra tấn đòi một khoản tiền chuộc của các thân nhân của bà Rosita. Các thân nhân này đã thương lượng một khoản tiền nhỏ hơn mà họ đã có thể trả. Một người được phỏng vấn khác mô tả các vụ giết người và hãm hiếp của người Chechnya trong một "trại tập trung với tính cách thương mại" gần làng Khottuni.
Sau khi rời trại, Politkovskaya đã bị quân đội Nga bắt giữ, bị thẩm vấn, bị đánh đập và làm nhục. "... Các sĩ quan trẻ tra tấn tôi, khéo léo đánh trúng các điểm đau trên thân thể tôi. Họ nhìn qua hình ảnh các con tôi, thản nhiên nói những gì họ muốn sẽ làm cho chúng. Sự việc này kéo dài khoảng 3 giờ". Bà đã bị trải qua một vụ xử tử giả (mock execution) bằng cách sử dụng một hệ thống pháo phản lực BM-21, sau đó bị đầu độc bằng một tách trà đã làm bà bị nôn mửa. Hồ sơ bằng băng ghi hình của bà đã bị tịch thu. Bà mô tả việc "xử tử giả" như sau:
"Một trung tá với một khuôn mặt ngăm đen và đôi mắt lồi màu đen đục nói bằng giọng ra lệnh: "Chúng ta đi thôi, tôi sẽ bắn bà" Ông ta dẫn tôi ra khỏi lều đi vào đêm đen. Những đêm ở đây thật tối mò. Sau khi chúng tôi đi bộ một lúc, ông ta nói "Sẵn sàng hay không, tôi tới đây". Một cái gì đó bùng nổ với lửa dao động xung quanh tôi, rít lên, gào thét và ầm ì đe dọa. Viên trung tá đã rất sung sướng khi tôi thu mình lại trong hoảng sợ. Hóa ra là ông đã dẫn tôi tới nơi bắn pháo phản lực BM-21 vào lúc nó được bắn (=tạo cho bà cảm tưởng là bị hành hình).
Sau cuộc xử tử giả, viên trung tá Nga nói với bà: "Đây là nhà tắm hơi công cộng. Hãy cởi quần áo ra". Thấy rằng lời nói của mình không có hiệu lực, ông đã rất tức giận: "Một trung tá đích thực đang tán tỉnh mụ, và mụ nói không, mụ chiến binh khốn nạn".
Năm 2006 Tòa án Nhân quyền châu Âu (European Court of Human Rights) cho rằng Liên bang Nga phải chịu trách nhiệm về vụ mất tích cưỡng bách của Khadzhi-Murat Yandiyev, một người bị tình nghi là chiến binh người Ingush. Viên tướng tư lệnh Alexander Baranov, người chỉ huy quân Nga ở Kavkaz được người hướng dẫn của Politkovskaja nêu là người đã ra lệnh giữ các chiến binh bị bắt trong các hố, đã được thâu vào video khi ông ta ra lệnh xử tử Yandiyev.

### Đầu độc
Tháng 9 năm 2004, khi bay xuống miền nam để giúp việc thương thuyết với những kẻ bắt cóc hơn 1.000 người làm con tin ở một trường học tại Beslan (Bắc Ossetia), Politkovskaya đã cảm thấy bị bệnh dữ dội và bất tỉnh sau khi uống trà. Theo tường trình thì bà đã bị đầu độc, với một số cáo buộc "Phòng thí nghiệm độc dược của Cơ quan Mật vụ Xô-Viết" cũ.

### Các đe dọa từ sĩ quan Lực lượng cảnh sát đặc biệt Nga
Năm 2001, Politkovskaya đã trốn sang Vienne, sau khi có các đe dọa bằng điện thư rằng viên hạ sĩ cảnh sát mà bà đã cáo buộc là có các hành động tàn bạo chống lại các thường dân ở Chechnya đang tìm cách trả thù. Viên hạ sĩ Sergei Lapin đã bị bắt và bị buộc tội vào năm 2002, nhưng vụ án chống lại anh ta đã chấm dứt vào năm sau. Trong năm 2005, Lapin bị kết án và bị tù về tội tra tấn và làm mất tích một tù nhân dân sự Chechnya, vụ này được Anna Politkovskaya vạch trần trong bài báo "Người mất tích".

### Xung đột với Ramzan Kadyrov
Năm 2004, Politkovskaya có cuộc nói chuyện với thủ tướng Ramzan Kadyrov thủ tướng Chechnya thời bấy giờ. Một người phụ tá của ông ta đã nói với bà: "Một người nào đó đáng lẽ đã bắn bà khi ở Moskva, ngay trên đường phố, như họ làm ở Moskva của bà". Ramzan đã lặp lại sau anh ta: "Bà là một kẻ thù. Bị bắn...". Dmitrij Muratov, trưởng ban biên tập báo Novaya Gazeta nói là vào ngày bị giết, Politkovskaja đã định nộp cho tòa soạn một câu chuyện dài về việc tra tấn được cho là do phân ban an ninh Chechnya gọi là Kadyrovites thi hành. Trong cuộc phỏng vấn cuối cùng trong đời, bà đã mô tả Kadyrov – nay là tổng thống Chechnya – như một Stalin của Chechnya ở thời nay".

## Vụ giết, điều tra và xét xử

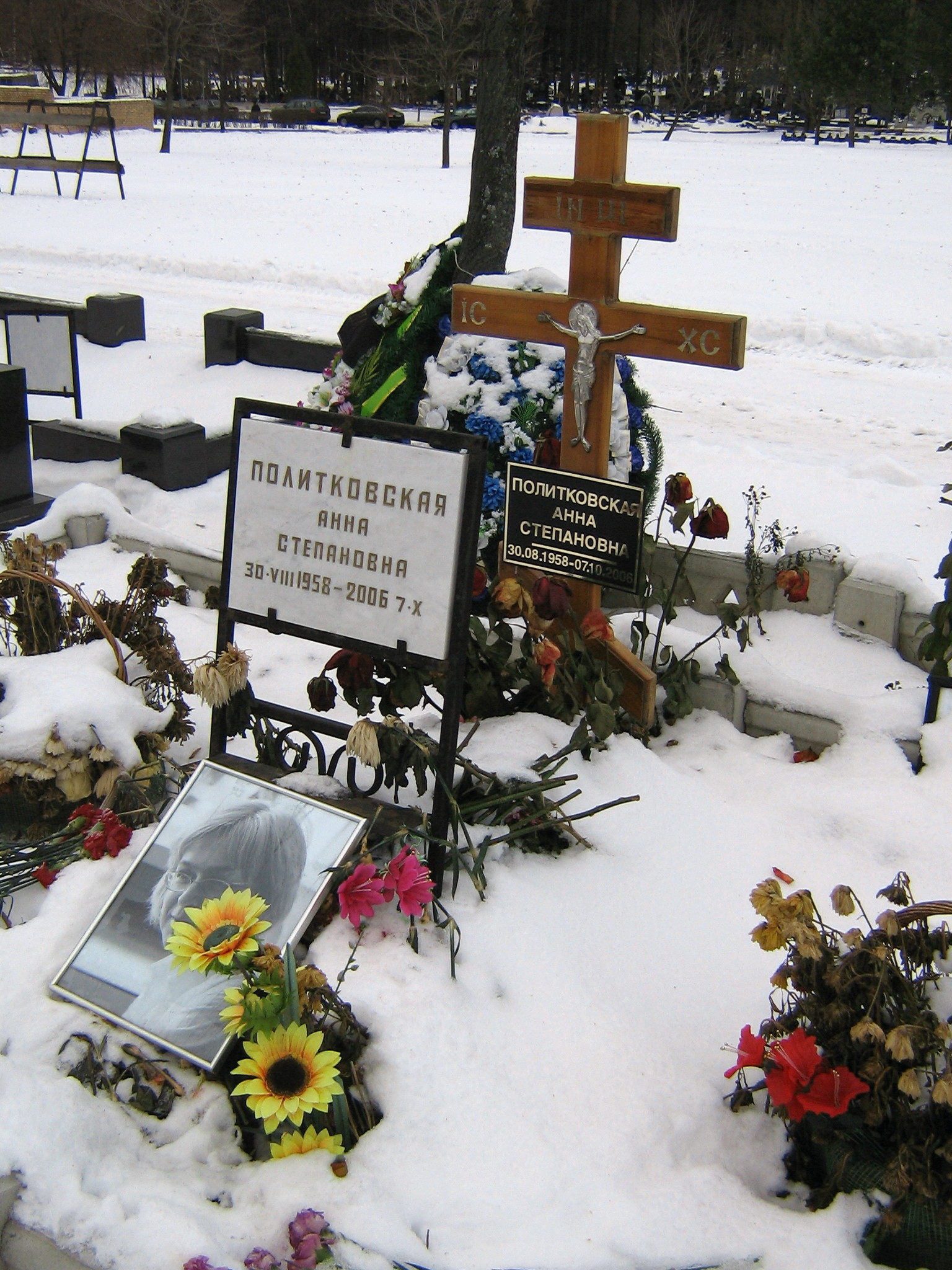
Mộ của Anna Politkovskaya tại Nghĩa trang Troyekurovskoye ở Moskva

Politkovskaya được tìm thấy chết trong thang máy của dãy nhà có căn hộ của bà tại trung tâm Moskva ngày thứ Bảy 7.10.2006. Bà bị bắn 2 phát vào ngực, một phát vào vai và một phát vào đầu ở cự ly rất gần. Đám tang được tổ chức ngày thứ Ba 10.10.2006, vào lúc 2 giờ 30 chiều tại Nghĩa trang Troyekurovskoye.
Trước khi hạ huyệt, trên một ngàn người đã xếp hàng một đi qua trước quan tài của Politkovskaya để chào và tiễn biệt bà lần chót. Trong số đó có nhiều đồng nghiệp, các nhân vật công cộng và những người hâm mộ công việc của bà, nhưng không có các quan chức cấp cao của Nga. Bà được an táng ở gần người cha, mới qua đời trước đó ít lâu. (Mộ của nhà báo Dmitry Kholodov bị giết cũng trong nghĩa trang này). 
Đã có phản ứng quốc tế rộng rãi về vụ sát hại Anna Politkovskaja. Một số đồng nghiệp và bạn bè của bà đã buộc tội giới chức chính quyền Nga đã làm ngơ, không làm gì để ngăn ngừa việc giết bà, hoặc thậm chí còn thực sự dính líu trong vụ ám sát này.
Tháng 5 năm 2007 một bộ sưu tập các bài báo di cảo của Anna Politkovskaja nhan đề With Good Reason, đã được tờ Novaya gazeta xuất bản và đưa vào Quỹ Gorbachev tại Moskva (xem Thư mục Nothing But the Truth, 2010). Sự kiện này xảy ra ngay sau khi đứa cháu gái mới nhất của Anna được sinh ra: cô con gái của Vera được đặt tên là Anna để vinh danh bà ngoại. 
Vài tháng sau 10 người đàn ông đã bị bắt giữ, bị tình nghi là đã tham gia vào vụ sát hại Politkovskaya ở nhiều mức độ khác nhau. Bốn người trong số họ đã bị đưa ra Tòa án quân sự Moskva trong tháng 10 năm 2008.

### Vụ xử án
Ba người bị buộc tội đã tiếp tay trực tiếp cho kẻ giết Politkovskaja (được cho là, người anh của 2 người trong số họ). Không có đủ bắng chứng để buộc tội người thứ tư - một đại tá Cơ quan An ninh Liên bang Nga - mặc dù ông bị tình nghi là giữ vai trò lãnh đạo trong tổ chức đó; cùng lúc đó ông ta bị xét xử về một tội khác. Vụ này được xét xử trước một bồi thẩm đoàn (hiếm có ở Nga) và - theo yêu cầu khăng khăng của bồi thẩm đoàn – phiên tờa đã mở cho báo chí và công chúng vào tham dự.
Ngày 25.11.2008, đã có tin nói là vụ giết Politkovskaja có thể do một chính trị gia trong nước Nga ra lệnh. Murad Musayev, một luật sư bào chữa cho các bị cáo trên, đã nói với các nhà báo rằng các lời ghi trong vụ án – như một trong các giải thích làm sáng tỏ tội phạm – đã nêu rằng một chính trị gia có cơ sở ở Nga (nhưng không nêu tên trong các lời ghi đó), đã đứng đàng sau cái chết của bà. (Năm 2007, tổng công tố viên Yury Chaika đã ám chỉ rằng doanh nhân Boris Berezovsky đã nhúng tay vào vụ giết người này).
Ngày 5.12.2008, Sergei Sokolov, một biên tập viên cấp cao của tờ Novaya Gazeta, đã làm chứng trước tòa án rằng ông đã nhận được thông tin từ các nguồn mà ông sẽ không nêu tên cho biết rằng bị cáo Dzhabrail Makhmudov là một nhân viên mật vụ của Cơ quan An ninh Liên bang Nga, ông nói rằng Lom-Ali Gaitukayev – chú của Makhmudov - người đang bị tù 12 năm vì âm mưu giết một doanh nhân người Ukraina, cũng làm việc cho Cơ quan An ninh Liên bang Nga.

## Tiếp sau vụ tha bổng các bị cáo
Trong tháng 2 năm 2009, sau khi tòa tha bổng các bị cáo trong phiên xét xử vụ giết Anna Politkovskaya, các con của bà - Vera và Ilya - luật sư Karinna Moskalenko và Anna Stavitskaya của họ, cùng biên tập viên cấp cao của tờ Novaya Gazeta là Sergei Sokolov đã đưa ra phản ứng của họ về việc xét xử này tại một cuộc họp báo ở Moskva. Trong các bình luận của mình sau khi phiên tòa kết thúc, Andrew McIntosh, trưởng tiểu ban truyền thông của Hội đồng Nghị viện của Ủy hội châu Âu (PACE), báo cáo viên về Tự do của phương tiện truyền thông, đã bày tỏ sự thất vọng về điều mà ông nhận thấy là thiếu tiến bộ trong việc điều tra vụ giết người này, hoặc sự thiếu khả năng của giới chức chính quyền Nga để tìm ra thủ phạm đã giết bà:
Hai năm trước, trong Nghị quyết 1535 (năm 2007), Nghị viện châu Âu đã kêu gọi Quốc hội Nga theo dõi chặt chẽ những tiến bộ trong cuộc điều tra hình sự về vụ giết Anna Politkovskaya và buộc các quan chức chịu trách nhiệm về bất kỳ thất bại nào trong điều tra hoặc truy tố. Việc kết thúc phiên tòa ngày hôm qua chỉ có thể được coi là một thất bại hiển nhiên. Tôi kêu gọi các quan chức Nga và Quốc hội tái mở một cuộc điều tra thích hợp và làm sáng tỏ vụ giết người này, điều làm suy yếu không chỉ tự do ngôn luận ở Nga, mà cũng làm hỏng nền tảng dân chủ của nó dựa trên các quy định của pháp luật. Không có lời bào chữa cho những điều tra sai sót trong các vụ giết các nhà báo phê phán chính trị viết các bài chống tham nhũng và tội phạm trong chính phủ, chẳng hạn như các vụ giết Georgy Gongadze tại Ukraina vào năm 2000 và Paul Klebnikov tại Moskva năm 2004.
Trước khi phiên tòa xét xử kết thúc thì Stanislav Markelov, một luật sư đã điều tra nhiều vụ đối xử tàn bạo do Politkovskaya chứng minh bằng tài liệu, đã bị giết chết ở Moskva ngày 19.01. 2009 với nhà báo Anastasia Baburova. Baburova từng là nhà báo tự do (freelance) có viết cho tờ báo của Politkovskaya, còn luật sư Markelov đã đại diện cho tờ Novaya Gazeta trong nhiều dịp. Tháng 11 năm 2009 các kết quả công khai của cuộc điều tra về vụ bắn 2 người nói trên đưa ra giả thuyết là các vụ giết người này không liên quan trực tiếp tới vụ ám sát Anna Politkovskaya.
Liên quan chặt chẽ hơn tới công việc của Anna Politkovskaya như một nhà báo, là vụ giết Natalia Estemirova ngày 15.7.2009. Là một thành viên trong Ban quản trị của Tổ chức bảo vệ nhân quyền Memorial, đồng thời là một người thông tin chủ yếu, người dẫn đường và đồng nghiệp của Politkovskaya ở Chechnya, Estemirova  bị bắt cóc ở Grozny và được tìm thấy bị chết, nhiều giờ sau đó, tại nước cộng hòa láng giềng Ingushetia. Cả ba vụ giết các nhà hoạt động trên đều có điều nổi bật là đã không có kẻ nào bị trừng phạt (xem Danh sách các nhà báo bị giết ở Nga). Sau vụ giết đầu tiên, Dmitry Muratov đã công khai yêu cầu cho các nhà báo của mình được đào tạo để tự vệ bằng súng, nếu cần thiết. Sau cái chết của Estemirova, đến tháng 8 lại có vụ gìết thêm 2 nhà hoạt động nhân quyền ở Grozny - Zarema Sadulayeva và chồng là Umar Dzhabrailov – thì tờ Novaja Gazeta thông báo là sẽ không thể mạo hiểm để gửi các nhà báo của mình tới Chechnya nữa.
Các nhà chức trách Chechnya đã biểu lộ sự vi phạm của họ ở việc nói xấu này. Trong một cuộc phỏng vấn với Radio Liberty, tổng thống Chechnya Ramzan Kadyrov bày tỏ thái độ đối với Natalya Estemirova lần mới đây là mâu thuẫn với lời phát biểu trước của ông liên quan tới công chúng và hối tiếc. Ông nói: Bà ta là một phụ nữ "chưa hề có bất kỳ danh dự, phẩm giá hay lương tâm nào".

### Xét xử lại
Ngày 5.8.2009, Tòa án tối cao Liên bang Nga chấp thuận việc kháng cáo lệnh tha bổng các bị cáo trong vụ ám sát Politkovskaya của Cơ quan công tố, và ra lệnh mở một phiên tòa mới.
Tháng 8 năm 2011, Cơ quan công tố Nga tuyên bố là đã sắp giải quyết xong vụ án, [[sau khi bắt giữ Dmitry Pavliuchenkov, một cựu cảnh sát viên, mà cơ quan này cho rằng là thủ phạm chính. Tháng tiếp theo, tờ báo Kommersant của Nga tường thuật rằng – theo lời khai của Pavlyuchenkov - thì anh ta đã hành động theo yêu cầu của doanh nhân Boris Berezovsky, một người chỉ trích Putin.
Tháng 12 năm 2012 Dmitry Pavlyuchenkov bị xử là có tội, bị phạt 11 năm tù giam.
Tháng 5 năm 2014, 5 kẻ phạm tội giết Politkovskaya, trong đó có ba người đã được tha bổng trong phiên tòa đầu tiên là 3 anh em người Chechenya, được đưa ra xét xử lại. Tháng 6 năm 2014 các người này đã bị phạt tù, trong đó 2 người bị xử tù chung thân. Tuy nhiên, vẫn chưa rõ ai là kẻ chủ mưu trong vụ ám sát Politkovskaya.

## Phim tài liệu
Năm 2008, đạo diễn Eric Bergkraut người Thụy Sĩ đã thực hiện một phim tài liệu nhan đề Thư gửi Anna, nói về cuộc đời và cái chết của Politkovskaya. Phim bao gồm các cuộc phỏng vấn với người con trai Ilya của bà, người con gái Vera, người chồng cũ Alexander Politkovsky của bà và những người khác như doanh nhân Boris Berezovsky và nhà làm phim Andrei Nekrasov.

## Giải thưởng Anna Politkovskaya
Năm 2007 để đánh dấu ngày giỗ đầu của Anna Politkovskaya, tổ chức "Reach all Women in War" (RAW in WAR) - một tổ chức nhân quyền tập trung vào việc ngăn chặn bạo lực đối với các phụ nữ trong chiến tranh và xung đột - đã lập ra "Giải thưởng Anna Politkovskaya", nhằm tôn vinh các phụ nữ hoạt động nhân quyền, giống như Politkovskaya, sống một cuộc sống dũng cảm và nói lên sự thật, đối mặt với hiểm nguy nghiêm trọng, đứng về phía các nạn nhân của cuộc xung đột, thường chịu nguy hiểm cá nhân lớn lao.
Giải thưởng Anna Politkovskaya đầu tiên được tặng cho người bạn và đồng nghiệp của bà là Natalia Estermirova. Estemirova là bạn đồng hành thường xuyên nhất của Politkovskaya trong khi du hành và làm các điều tra báo chí tại Chechnya, làm sáng tỏ các vụ vi phạm nhân quyền cho tổ chức Memorial, tổ chức nhân quyền lâu đời nhất của Nga. Estemirova cũng bị bắt cóc và sát hại ngày 15.7. 2009. Cho đến nay cả hai vụ giết người trên (Politkovskaya và Estemirova) đều chưa được làm sáng tỏ.
Người nhận giải thưởng lần thứ hai là Malalai Joya, dân biểu trẻ nhất được bầu vào quốc hội Afghanistan trong năm 2005, người đã lên tiếng chống lại các tướng lãnh mujahadeen cũ ở tuổi 25. Cuộc sống của cô đã gặp nguy hiểm kể từ khi cô thách thức các tướng lãnh nói trên và đòi đưa họ ra tòa án về các tội ác đối với thường dân, đặc biệt là các phụ nữ; tuy nhiên, Joya tiếp tục chiến đấu, nói rằng bất kể bao nhiêu đe dọa cũng không chặn được các nỗ lực của cô.
Giải thưởng năm 2009 được trao cho Chiến dịch vận động Một Triệu Chữ ký cho Bình đẳng ở Iran, một đợt vận động ở cơ sở nhằm mục đích thu thập chữ ký của các công dân Iran cho một thỉnh nguyện thư yêu cầu chấm dứt phân biệt đối xử pháp lý đối với các phụ nữ ở Iran. Mặc dù đợt vận động một cách hòa bình và hợp pháp, nhưng các nhà hoạt động phải đối mặt với việc sách nhiễu và sự khủng bố thường xuyên và là đối tượng bị bắt giữ tùy tiện, bị cầm tù và bị buộc tội hành động chống lại an ninh quốc gia.
Một nhóm hơn 100 nhà lãnh đạo văn hóa và chính trị có ảnh hưởng đã tham gia Ủy ban các người ủng hộ Giải thưởng, trong đó có Tổng thống Vaclav Havel, Tổng giám mục Desmond Tutu, các người đoạt giải Nobel Mairead Maguire và Shirin Ebadi.

## Các giải thưởng
- 2001: "Giải Bút vàng" của Liên đoàn các nhà báo Nga [71]
- 2001: Giải Báo chí Nhân quyền toàn cầu của Ân xá Quốc tế
- 2002: Giải Tự do Ngôn luận của Hội liên hiệp các tác giả Na Uy ("Ytringsfrihetsprisen")
- 2002: Giải Tự do Viết của Trung tâm Văn bút Hoa Kỳ
- 2002: International Women's Media Foundation Courage in Journalism Award[72]
- 2003: Lettre Ulysses Award for the Art of Reportage[73]
- 2003: Huy chương Hermann Kesten
- 2004: Giải Olof Palme (chung với Lyudmila Alexeyeva và Sergei Kovalev)
- 2004: Vázquez Montalbán Award of International Journalism
- 2005: Giải thưởng Tự do và Tương lai của Phương tiện Truyền thông (Prize for the Freedom and Future of the Media)
- 2006: International Journalism Award named after Tiziano Terzani
- 2007: Giải Guillermo Cano cho Tự do Báo chí trên thế giới (truy tặng lần đầu tiên)[74]
- 2007: National Press Club/John Aubuchon Freedom of the Press Award (truy tặng)
- 2007 Democracy Award to Spotlight Press Freedom by the National Endowment for Democracy,[75]

## Tác phẩm
- Politkovskaia, Anna (2000) Voyage en enfer: Journal de Tchetchenie Lưu trữ ngày 17 tháng 2 năm 2012 tại Wayback Machine, Robert Laffont: Paris.
- Politkovskaya, Anna (2001) A Dirty War: A Russian Reporter in Chechnya, Harvill: London.
- Политковская, Анна (2002) Вторая чеченская (The Second Chechen [War]), Zakharov: Moscow.
  - Politkovskaya, Anna (2003) A Small Corner of Hell: Dispatches from Chechnya Lưu trữ ngày 2 tháng 6 năm 2008 tại Wayback Machine, translation of Vtoraya chechenskaya, The University of Chicago Press.
- Politkovskaya, Anna (2004) Putin's Russia, Harvill: London.
- Politkovskaya, Anna (2007) A Russian Diary: A Journalist's Final Account of Life, Corruption, and Death in Putin's Russia, Harvill Secker: London.
- Политковская, Анна (2007) За что[liên kết hỏng] (With Good Reason), Novaya gazeta: Moscow.[76] The Russian title makes grim play of the frequent disbelieving question [77] of victims of the late 1930s Great Terror in the Soviet Union: "But whatever for?!" («За что?!»)
- Politkovskaya, Anna (2010) Nothing But the Truth: Selected Dispatches Lưu trữ ngày 12 tháng 5 năm 2011 tại Wayback Machine, Harvill Secker: London. A 480-page selection from the 2007 volume За что (With Good Reason).